# أدريان
أدريان (بالفارسية: نیایشگاه آدریان) هو معبد النار تاريخي يعود إلى عصر القاجاريون، ويقع في طهران.